# Kostel mennonitů v Leeru
Kostel mennonitů v Leeru je klasicististní budova z roku 1825.

## Dějiny
Historie mennonitské náboženské obce sahá zhruba do roku 1540, kdy se v Leeru usídlili náboženští uprchlíci z Nizozemska. Věnovali se především tkalcovství a obchodu a v době raného novověku učinili z Leeru sídlo produkce lnu. Před vybudováním kostela se komunita scházela v pronajatých prostorech. V roce 1825 byl vybudován současný mennonitský kostel v klasicistním slohu. V roce 2006 prošel celkovou rekonstrukcí, která kostel uvedla do původního stavu.
Leerští mennonité užívali až do počátku 20. století jako církevní jazyk nizozemštinu. V současnosti má komunita okolo 100 členů a angažuje se v ekumenické práci s jinými místními církvemi.

## Popis
Kostel mennonitů je jednolodní kostel bez věže. V kostele se nacházejí varhany z roku 1860, které byly v letech 2013–2014 restaurovány a v roce 2014 znovu uvedeny v provoz.